# Ike Turner

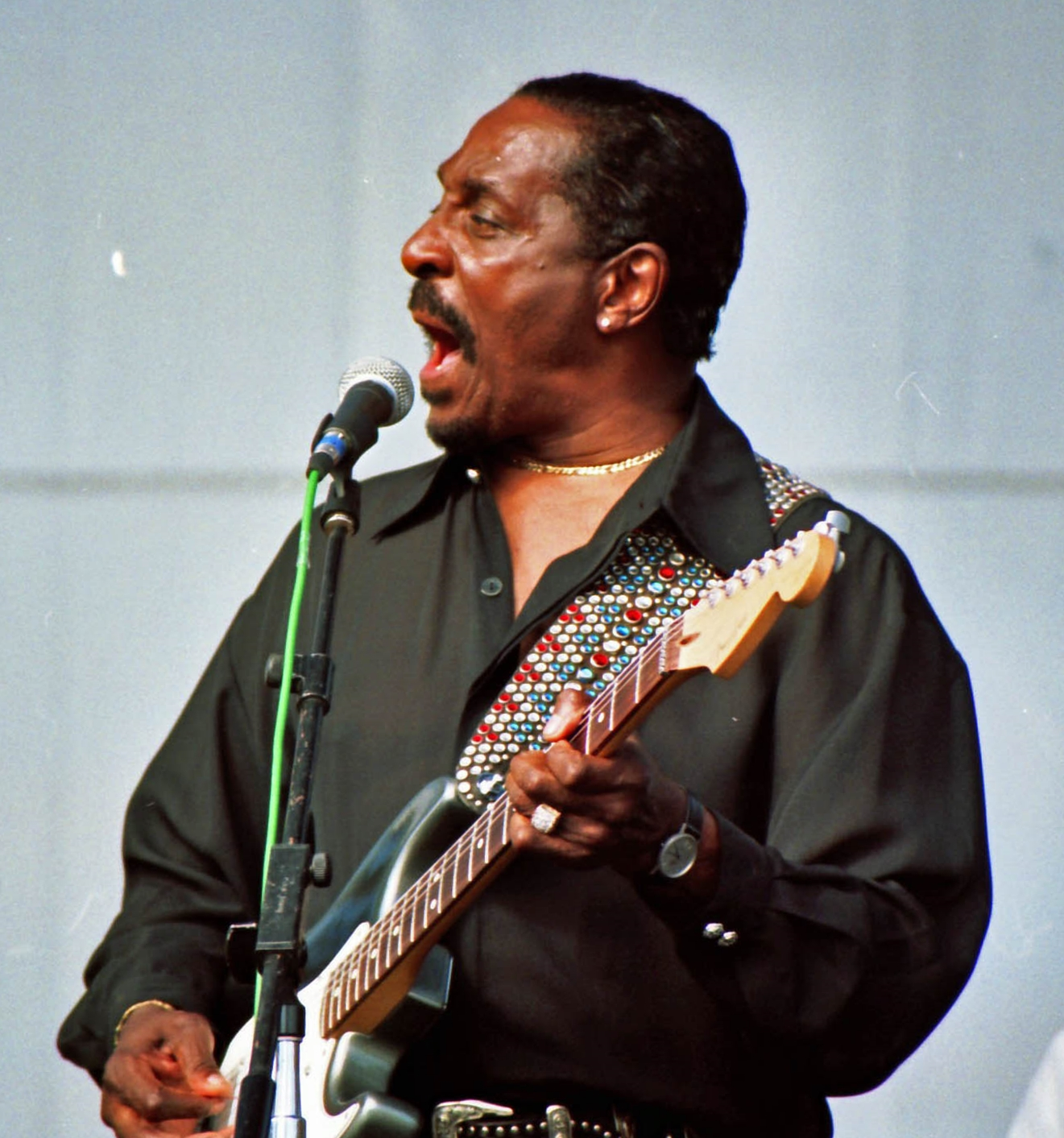
Ike Turner, Long Beach Blues Festival, 1997

Ike Turner (* 5. November 1931 in Clarksdale, Mississippi; † 12. Dezember 2007 in San Marcos, Kalifornien; eigentlich Izear Luster Turner Jr. oder Ike Wister Turner) war ein US-amerikanischer Musiker (Piano, Gitarre, Bass), Songwriter und Produzent. Er ist als einer der frühen Rock-’n’-Roll-Pioniere der 1950er Jahre und für seine Arbeit in den 1960er und 1970er Jahren mit seiner damaligen Frau Tina Turner als Ike & Tina Turner bekannt.

## Leben
Turner war der Sohn der Näherin Beatrice Cushenberry und des Baptistenpfarrers Izear Luster Turner. Als Turner fünf Jahre alt war, wurde sein Vater von einem ‚weißen‘ Mob schwer zusammengeschlagen, musste in einem Zelt im Garten gepflegt werden, da er als ‚Schwarzer‘ in dem lokalen ‚weißen‘ Krankenhaus nicht angenommen wurde, und starb zwei Jahre später. 1999 berichtete Turner, er erinnere sich daran, wie der Mob die Haustür eingetreten und den Vater mitgenommen habe. Seine musikalische Karriere verdankte Turner dem Blues-Pianisten Pinetop Perkins. Dieser brachte ihm und seinem Schulfreund Ernest Lane im Alter von sechs oder sieben Jahren Boogie-Woogie bei, den Turner später zu einer frühen Form des Rock ’n’ Roll weiterentwickelte. In seiner Heimatstadt Clarksdale sammelte er seine ersten Erfahrungen mit der Musikbranche. Turner arbeitete dort als Liftboy in einem Hotel, in dem sich auch eine Radiostation befand. Später war Turner als Pianist für Sonny Boy Williamson II. und Robert Nighthawk tätig. Als Talentscout für verschiedene Plattenlabel entdeckte er u. a. Howlin’ Wolf und B. B. King. Bald wurde er zu einem gefragten Sessionmusiker und steuerte u. a. Piano-Partien zu Howlin’ Wolfs How Many More Years und B. B. Kings Interpretation des Three O’Clock Blues bei.
Turners 1951 erschienene, von Sam Phillips produzierte Single Rocket “88” gilt heute allgemein als eine der ersten Rock-’n’-Roll-Aufnahmen. Die Aufnahme erschien unter dem Namen des Sängers Jackie Brenston und seiner „Delta Cats“, womit Turners Kings of Rhythm gemeint waren, bei denen Brenston Saxophon spielte und sang. Little Richard verwendete Turners Piano-Intro nahezu unverändert in seinem Song Good Golly Miss Molly (1958). Außerdem gehört Rocket “88” zu den ersten Aufnahmen mit verzerrtem Gitarrenklang, in diesem Fall verursacht durch einen möglicherweise durchnässten Verstärker. E-Gitarre zu spielen lernte Turner erst in den frühen 1950er Jahren von seinem Band-Mitglied Willie Kizart. Charakteristisch für Turners Gitarrenstil war der gezielte Einsatz von Whammy Bar. Anstatt den Tremoloarm zum Korpus hin zu bewegen, zerrte er ihn aus Unkenntnis vom Korpus weg und erzeugte auf diese Weise einen charakteristischen Sound.
Turner gilt als Wegbereiter der klassischen Soul-Musik, die er in der „Ike & Tina Turner Revue“ einem großen Publikum darbot. Er war 16 Jahre lang, von 1962 bis 1978, mit Tina Turner verheiratet, die sich jedoch 1976 von ihm trennte. Die Ehe wurde 1978 aufgrund seiner Drogensucht, mehrfachen Ehebruchs und schwerer Gewalttätigkeiten gegen seine Frau geschieden. 1989 wurde Ike Turner wegen Drogenbesitzes zu einer vierjährigen Gefängnisstrafe verurteilt, von der er wegen guter Führung nur 17 Monate verbüßte.
Zu Turners bekanntesten Aufnahmen gehören A Fool In Love, It's Gonna Work Out Fine, I'm Blue, I Wanna Take You Higher, Proud Mary und Nutbush City Limits. Für ihr Cover von Proud Mary (1970) erhielten Ike und Tina Turner 1972 den Grammy Award for Best R&B Performance by a Duo or Group with Vocals. Als Meisterwerk von Ike und Tina Turner gilt River Deep – Mountain High, eine von Phil Spector produzierte Popsymphonie, deren Produktion 1966 22.000 Dollar kostete. 1991 wurden Ike und Tina Turner in die Rock and Roll Hall of Fame aufgenommen. Ein Gastauftritt auf dem Album Great Guitars (1997) des Bluesmusikers Joe Louis Walker animierte Turner, sich musikalisch verstärkt seinen Blues-Wurzeln zu widmen. Sein Album Here and Now brachte Ike Turner 2001 eine Grammy-Nominierung ein. Im Jahr 2004 wurde er mit einem Memphis Heroes Award ausgezeichnet. Die Stadt St. Louis verlieh ihm einen Stern auf dem berühmten St. Louis Walk of Fame. Ein Jahr später wurde Ike Turner in die Blues Hall of Fame aufgenommen und durfte auf Hollywood’s Rockwalk seinen Handabdruck hinterlassen. Im selben Jahr war er in dem Song Every Planet We Reach Is Dead auf dem Gorillaz-Album Demon Days mit einem Piano-Solo zu hören. In Deutschland war er 2006 bei der Nokia Night of the Proms live zu sehen. Sein Album Risin’ With The Blues erhielt am 11. Februar 2007 den Grammy Award for Best Traditional Blues Album.
Ike Turner starb am 12. Dezember 2007 im Alter von 76 Jahren in seinem Haus in San Marcos bei San Diego. Seine vorletzte Ehefrau Jeanette Bazzell Turner gab keine Todesursache bekannt, sagte aber, Turner habe an einem Lungenemphysem gelitten. Untersuchungsergebnissen zufolge starb er an einer Überdosis Kokain. Die Beisetzung fand am 21. Dezember 2007 in Gardena (Kalifornien) statt – in Form einer Mischung aus Trauerfeier und Rockkonzert.

## Ehen und Kinder
Ike Turner behauptete, vierzehn Mal verheiratet gewesen zu sein. Er heiratete oft eine andere Frau, bevor er sich von seiner früheren Frau scheiden ließ. Über seine frühen Ehen sagte er: „Sie haben einem Prediger 2 Dollar gegeben, die Papiere kosten 3 Dollar, das war es. In jenen Tagen haben sich Schwarze nicht um Scheidungen gekümmert.“
- Edna Dean Stewart (1948)[18]
- Velma Dishman (1950)[18]
- Rosa Lee Sane[18]
- Bonnie Turner (1952–1955; Pianistin und Leadsängerin)[18]
- Alice[18]
- Annie Mae Wilson (Pianistin und Leadsängerin)[18]
- Lorraine Taylor (Ike hat sie nicht geheiratet. Sie war seine Freundin.)[18]
- Tina Turner (1962–1978)
- Ann Thomas (1981–1989; ehem. Ikette)
- Jeanette Bazzell Turner (1995–2000; Ikette und Leadsängerin)
- Audrey Madison Turner (2006–2007; Ikette und Leadsängerin)

Kinder:
- Ike jr. (* 3. Oktober 1958; Mutter: Lorraine Taylor)
- Michael (* 1960; Mutter: Lorraine Taylor)
- Ronald Renelle (* 27. Oktober 1960, † 2022; Mutter: Tina Turner)
- Mia (* 1969; Mutter: Ann Thomas)
- Laut eigenen Aussagen in Ich, Tina bekam er 1960/61 auch von einer Pat aus East St. Louis, an deren Nachnamen er sich nicht mehr erinnern könne, ein Baby. Diese aus einem Seitensprung mit Pat Richard hervorgegangene Tochter Twanna Turner, eine Sängerin, lernte er erst nach seiner Entlassung aus dem Gefängnis kennen.[19]
- Irrtümlich wird behauptet, dass Ike und Tina Turner zwei gemeinsame Kinder hätten. Tina Turners erster Sohn Raymond Craig (* 20. August 1958, † 3. Juli 2018) stammt aus einer früheren Beziehung mit dem Musiker Raymond Hill. Ike und Tina haben die vier Söhne aber gemeinsam aufgezogen.[20]

## Diskografie
Alben
- Rocket 88 (1951)
- Ike Turner & the Kings of Rhythm (1963)
- Ike Turner Rocks the Blues (1963)
- River Deep – Mountain High (1966)
- A Black Man’s Soul (1969)
- Get It Get It (1969)
- Workin’ Together (1970)
- Blues Roots (1972)
- Bad Dreams (1973)
- I’m Tore Up (1978)
- Hey Hey (1984)
- My Blues Country (1996)
- Without Love … I Have Nothing (1997)
- Joe Louis Walker: Great Guitars (1997), Gastauftritt
- Here and Now (2001)
- A Black Man’s Soul (2003)
- Gorillaz: Demon Days (2005), Gastauftritt
- Risin’ with the Blues (2006)

### Ikettes
Nach seinem Vornamen Ike leitete sich die Bezeichnung der Ikettes ab, die als Backgroundsängerinnen und -tänzerinnen bei der Bühnenshow der „Ike & Tina Turner Revue“ mitwirkten, aber auch Soloprojekte hatten und andere Künstler begleiteten.

## Autobiografie
- Ike Turner und Nigel Cawthorne: Takin’ Back My Name. The Confessions of Ike Turner. Newstar Press, 1997, gebunden, ISBN 978-0-7871-1044-4; neu aufgelegt bei Virgin Books, 1999, gebunden, ISBN 978-1-85227-850-2.